# Saison 1 de Sleepy Hollow
Chronologie
Saison 2
Cet article présente les épisodes de la première saison de la série télévisée américaine Sleepy Hollow.

## Généralités
- Le 10 mai 2013, la série a été officiellement commandée par le réseau FOX[1].
- Au Canada, la série est diffusée en simultané sur le réseau Global[2].
- En France, la saison a été diffusée sur W9 du 21 septembre 2014 au 19 octobre 2014. Durant l'été 2015, les sept premiers épisodes sont rediffusés sur M6 tardivement après minuit mais l'audience étant jugée trop faible, la diffusion est interrompue.

## Synopsis
Ichabod Crane, espion pour le compte de George Washington durant la guerre d’indépendance se réveille au XXIe siècle dans la ville de Sleepy Hollow. Il n'est pas le seul à revenir d'entre les morts puisque le cavalier sans tête le suit et tue le shérif de la ville. Son ancienne partenaire la lieutenant Abbie Mills se retrouve à faire équipe avec Crane pour résoudre les crimes et les mystères qui entourent le cavalier sans tête.

## Distribution

### Acteurs principaux
- Tom Mison (VF : Rémi Bichet) : Ichabod Crane
- Nicole Beharie (VF : Élisabeth Ventura) : Lieutenant Grace Abigail « Abbie » Mills
- Orlando Jones (VF : Franck Gourlat) : Capitaine Frank Irving
- Katia Winter (VF : Anneliese Fromont) : Katrina Crane

### Acteurs récurrents et invités
- John Cho (VF : Jérémy Prévost) : Andy Brooks[3] (6 épisodes)
- Richard Cetrone : Le cavalier sans tête
- Lyndie Greenwood (VF : Géraldine Asselin) : Jenny Mills[4] (8 épisodes)
- Nicholas Gonzalez : Luke Morales, ex-petit ami d'Abbie[5] (6 épisodes)
- Clancy Brown (VF : Paul Borne) : Shérif August Corbin (éoisodes 1, 2, 11 et 13)
- Jahnee Wallace (VF : Elsa Bougerie) : Abbie jeune (épisodes 1, 3 et 13)
- Elaine Nalee (VF : Marie-Madeleine Burguet-Le Doze) : Docteur (épisode 1)
- India Scandrick (en) : Jenny jeune (épisodes 3 et 13)
- Charles Malik Whitfield (en) (VF : Jean-François Aupied) : Parsons (épisode 5)
- James Frain (VF : Jean-Pierre Michaël) : Rutledge[6] (épisode 6)
- John Noble (VF : Patrick Messe) : Henry Parrish[7] (épisodes 6, 10, 12 et 13)
- Neil Jackson : Abraham Van Brunt (épisode 8)
- Amandla Stenberg : Macey, fille adolescente de Frank[8] (épisodes 9 à 12)
- Jill Marie Jones (VF : Laurence Charpentier) : Cynthia, ex-femme de Frank[9] (épisodes 9 à 12)
- David Fonteno : Reverend Boland[10] (épisodes 10 et 11)
- Danny Rawley : Jérémy jeune (épisode 10)
- Craig Stark (VF : Michel Voletti) : Chase Weaver (épisode 11)
- Victor Garber : père d'Ichabod[11] (épisode 13)

## Épisodes

### Épisode 1:Le Cavalier sans tête
- États-Unis /  Canada : 16 septembre 2013 sur FOX[12] / Global
- Québec : 25 août 2014 sur Ztélé
- France :
- 21 septembre 2014 sur W9
- 22 juillet 2015 sur M6
- Suisse : 26 janvier 2015 sur RTS Un

- États-Unis : 10,1 millions de téléspectateurs[13] (première diffusion)
- Canada : 1,615 million de téléspectateurs[14],[15] (première diffusion)
- France : 681 000 téléspectateurs[16] (première diffusion)

- Richard Cetrone (Le cavalier sans tête)
- John Cho (Andy Brooks)
- Patrick Gorman (Révérend Alfred Knapp)
- Clancy Brown (Shérif August Corbin)
- Nestor Serrano (Le technicien du polygraphe)
- Jahnee Wallace (Abbie jeune)
- Dwayne Boyd (Officier #2)

### Épisode 2:La Lune de Sang
- États-Unis /  Canada : 23 septembre 2013 sur FOX / Global
- Québec : 1er septembre 2014 sur Ztélé
- France :
- 21 septembre 2014 sur W9
- 22 juillet 2015 sur M6
- Suisse : 26 janvier 2015 sur RTS Un

- États-Unis : 8,59 millions de téléspectateurs[17] (première diffusion)
- Canada : 1,423 million de téléspectateurs[18] (première diffusion)
- France : 600 000 téléspectateurs[16] (première diffusion)

- John Cho (Andy Brooks)
- Nicholas Gonzalez (Luke Morales)
- Lyndie Greenwood (Jenny Mills)
- Clancy Brown (Shérif August Corbin)
- Jason Davis (II) (Jeremy Furth)
- Wes Watson (Kyle Hemmington)
- Claire Bronson (Denise Hemmington)
- Henry Bazemore Jr. (Officier)

### Épisode 3:Le Marchand de sable
- États-Unis /  Canada : 30 septembre 2013 sur FOX / Global
- Québec : 8 septembre 2014 sur Ztélé
- France :
- 21 septembre 2014 sur W9
- 29 juillet 2015 sur M6
- Suisse : 2 février 2015 sur RTS Un

- États-Unis : 7,97 millions de téléspectateurs[19] (première diffusion)
- Canada : 1,234 million de téléspectateurs[20] (première diffusion)
- France : 600 000 téléspectateurs[16] (première diffusion)

- Lyndie Greenwood (Jenny Mills)
- Nicholas Gonzalez (Luke Morales)
- Marti Matulis (Le marchand de sable)
- Matt Medrano (Wistaron)
- Michael Teh (Seamus Duncan)
- Mary Kraft (Dr Vega)
- Carsten Norgaard (Gunther)
- Phillip DeVona (Wendel Clark)
- Pete Burris (Garrett Gillespie)
- Angela Bond (Paige Gillespie)
- Avis-Marie Barnes (L'infirmière)
- India Scandrick (Jenny jeune)
- Jahnee Wallace (Abbie jeune)

### Épisode 4:La Clé de Salomon
- États-Unis /  Canada : 7 octobre 2013 sur FOX / Global
- Québec : 15 septembre 2014 sur Ztélé
- France :
- 28 septembre 2014 sur W9
- 29 juillet 2015 sur M6
- Suisse : 9 février 2015 sur RTS Un

- États-Unis : 7,96 millions de téléspectateurs[21] (première diffusion)
- France : 530 000 téléspectateurs[22](première diffusion)

- Lyndie Greenwood (Jenny Mills)
- Nicholas Gonzalez (Luke Morales)
- Carsten Norgaard (Gunther)
- Michael Roark (Devon Jones)
- Phillip DeVona (Wendel Clark)
- Lars Gerhard (Hagen)
- Susan Larkin (Luanne Harley)
- Kevin Cassidy (Armin)
- Lance Tafelski (Soldat Hessian)
- William Neenan (Doxford)

### Épisode 5:La colonie perdue
- États-Unis /  Canada : 14 octobre 2013 sur FOX / Global
- Québec : 22 septembre 2014 sur Ztélé
- France :
- 28 septembre 2014 sur W9
- 5 août 2015 sur M6
- Suisse : 16 février 2015 sur RTS Un

- États-Unis : 7,59 millions de téléspectateurs[23] (première diffusion)
- Canada : 1,323 million de téléspectateurs[24] (première diffusion)
- France : 480 000 téléspectateurs[25](première diffusion)

### Épisode 6:Le Mangeur de péchés
- États-Unis /  Canada : 4 novembre 2013 sur FOX / Global
- Québec : 29 septembre 2014 sur Ztélé
- France :
- 28 septembre 2014 sur W9
- 5 août 2015 sur M6
- Suisse : 23 février 2015 sur RTS Un

- États-Unis : 7,08 millions de téléspectateurs[26] (première diffusion)
- France : 500 000 téléspectateurs[27](première diffusion)

- John Noble (Henry Parrish)
- James Frain (Rutledge)

### Épisode 7:La Chevauchée de minuit
- États-Unis /  Canada : 11 novembre 2013 sur FOX / Global
- France :
- 5 octobre 2014 sur W9
- 12 août 2015 sur M6
- Québec : 6 octobre 2014 sur Ztélé
- Suisse : 2 mars 2015 sur RTS Un

- États-Unis : 7,03 millions de téléspectateurs[28] (première diffusion)
- France : 460 000 téléspectateurs[29](première diffusion)

- John Cho (Andy Brooks)

### Épisode 8:Dialogue avec la mort
- États-Unis /  Canada : 18 novembre 2013 sur FOX / Global
- France : 5 octobre 2014 sur W9
- Québec : 13 octobre 2014 sur Ztélé
- Suisse : 9 mars 2015 sur RTS Un

- États-Unis : 7,09 millions de téléspectateurs[30] (première diffusion)
- France : 480 000 téléspectateurs[31](première diffusion)

- Lyndie Greenwood (Jenny Mills)
- John Cho (Andy Brooks)

### Épisode 9:Le Mal en la demeure
- États-Unis /  Canada : 25 novembre 2013 sur FOX / Global
- France : 5 octobre 2014 sur W9
- Québec : 20 octobre 2014 sur Ztélé
- Suisse : 16 mars 2015 sur RTS Un

- États-Unis : 6,56 millions de téléspectateurs[32] (première diffusion)
- Canada : 1,371 million de téléspectateurs[33] (première diffusion + différé 7 jours)
- France : 500 000 téléspectateurs[34](première diffusion)

- Erin Cahill (Lena Gilbert)
- Jill Marie Jones (Cynthia Irving)
- Amandla Stenberg (Macey Irving)
- Onira Tares (Grace)
- Craig Trow (Lachlan Fredericks)

### Épisode 10:Le Golem
- États-Unis /  Canada : 9 décembre 2013 sur FOX / Global
- France : 12 octobre 2014 sur W9
- Québec : 27 octobre 2014 sur Ztélé
- Suisse : 23 mars 2015 sur RTS Un

- États-Unis : 6,65 millions de téléspectateurs[35] (première diffusion)
- Canada : 1,41 million de téléspectateurs[36] (première diffusion + différé 7 jours)
- France : 530 000 téléspectateurs[37](première diffusion)

- Derek Mears (le Golem)
- John Noble (Henry Parrish)
- Amandla Stenberg (Macey Irving)
- Jill Marie Jones (Cynthia Irving)
- Braden Fitzgerald (Jeremy 12 ans)
- Danny Rawley (Jeremy 17 ans)
- Katrina Despain (Isa)
- Carrie Anne Hunt (Jer)
- Arin Logan (Nahum)
- Rya Meyers (Mal)

### Épisode 11:Possession
- États-Unis /  Canada : 13 janvier 2014 sur FOX[38] / Global
- France : 12 octobre 2014 sur W9
- Québec : 3 novembre 2014 sur Ztélé
- Suisse : 30 mars 2015 sur RTS Un

- États-Unis : 6,46 millions de téléspectateurs[39] (première diffusion)
- Canada : 1,289 million de téléspectateurs[40] (première diffusion + différé 7 jours)
- France : 550 000 téléspectateurs[41](première diffusion)

### Épisode 12:Le tombeau oublié
- États-Unis /  Canada : 20 janvier 2014 sur FOX[42] / Global
- France : 19 octobre 2014 sur W9
- Québec : 10 novembre 2014 sur Ztélé
- Suisse : 6 avril 2015 sur RTS Un

- États-Unis : 6,82 millions de téléspectateurs[43] (première diffusion)
- Canada : 1,278 million de téléspectateurs[44] (première diffusion + différé 7 jours)
- France : 380 000 téléspectateurs[45](première diffusion)

### Épisode 13:Au purgatoire
- États-Unis /  Canada : 20 janvier 2014 sur FOX[42] / Global
- France : 19 octobre 2014 sur W9
- Québec : 17 novembre 2014 sur Ztélé
- Suisse : 13 avril 2015 sur RTS Un

- États-Unis : 7,05 millions de téléspectateurs[43] (première diffusion)
- Canada : 1,278 million de téléspectateurs[44] (première diffusion + différé 7 jours)
- France : 320 000 téléspectateurs[46] (première diffusion)

## Audiences aux États-Unis
| N° d'épisode | Titre original              | Titre français             | Chaîne | Date de diffusion originale | Audience (en millions de téléspectateurs) | Pdm sur les 18-49 ans |
| ------------ | --------------------------- | -------------------------- | ------ | --------------------------- | ----------------------------------------- | --------------------- |
| 1            | "Pilot"                     | "Le Cavalier sans Tête"    | FOX    | 16 septembre 2013           | 10.10                                     | 3.5                   |
| 2            | "Blood Moon"                | "Lune de Sang"             | FOX    | 23 septembre 2013           | 8.59                                      | 3.1                   |
| 3            | "For the Triumph of Evil"   | "Le Marchand de Sable"     | FOX    | 30 septembre 2013           | 7.97                                      | 3.0                   |
| 4            | "The Lesser Key of Solomon" | "La Petite Clé de Salomon" | FOX    | 7 octobre 2013              | 7.96                                      | 2.8                   |
| 5            | "John Doe"                  | "La Colonie Perdue"        | FOX    | 14 octobre 2013             | 7.59                                      | 2.7                   |
| 6            | "The Sin Eater"             | "Le Mangeur de Pêchés"     | FOX    | 4 novembre 2013             | 7.08                                      | 2.5                   |
| 7            | "The Midnight Ride"         | "La chevauchée de minuit"  | FOX    | 11 novembre 2013            | 7.03                                      | 2.6                   |
| 8            | "Necromancer"               | "Dialogue avec la mort"    | FOX    | 18 novembre 2013            | 7.09                                      | 2.5                   |
| 9            | "Sanctuary"                 | "Le mal en la demeure"     | FOX    | 25 novembre 2013            | 6.56                                      | 2.2                   |
| 10           | "The Golem"                 | "Le Golem"                 | FOX    | 9 décembre 2013             | 6.65                                      | 2.2                   |
| 11           | "Vessel"                    | "Possession"               | FOX    | 13 janvier 2014             | 6.46                                      | 2.2                   |
| 12           | "Indispensable Man"         | "Le tombeau oublié"        | FOX    | 20 janvier 2014             | 6.82                                      | 2.2                   |
| 13           | "Bad Blood"                 | "Au purgatoire"            | FOX    | 20 janvier 2014             | 7.05                                      | 2.4                   |